# رماد حمضي
فرضية الرماد الحمضي هي فرضية طبية تشير إلى أن الأنظمة الغذائية الحمضية المفرطة قد تؤدي إلى عدد من الآثار الصحية المحددة، بما في ذلك زيادة خطر الإصابة بهشاشة العظام. لقد حظيت الفرضية ببعض الاهتمام في المجتمع العادي، واستخدمت لدعم النظام الغذائي المعروف باسم النظام الغذائي القلوي. وفقا للفرضية يتم إنتاج الرماد الحمضي من اللحوم والدواجن والجبن والأسماك والبيض والحبوب. يُنتَج الرماد القلوي من الفواكه والخضروات، باستثناء التوت البري والخوخ والخوخ. نظراً لأن تصنيف الرماد الحمضي أو القلوي يعتمد على البقايا المتبقية عند الاحتراق بدلاً من حموضة الطعام، فإن الأطعمة مثل الحمضيات التي تعتبر حمضية بشكل عام تعتبر في الواقع منتجة قلوية في هذا النظام الغذائي.

## البحوث
نُشرت مراجعات منهجية حديثة حللت بشكل منهجي وزن الأدلة العلمية المتاحة، ولم تجد أي دليل مهم لدعم فرضية الرماد الحمضي فيما يتعلق بالوقاية من هشاشة العظام.
علاوة على ذلك، فإن التحليل التلوي وهو طريقة إحصائية للدراسات حول تأثير تناول الفوسفات الغذائي يتناقض مع النتائج المتوقعة في ظل فرضية الرماد الحمضي فيما يتعلق بالكالسيوم في البول واستقلاب العظام. تشير هذه النتيجة إلى أن استخدام هذا النظام الغذائي لمنع فقدان الكالسيوم من العظام ليس له ما يبرره. كما لم تجد التحليلات التلوية الأخرى التي بحثت في تأثير إجمالي تناول الأحماض الغذائية أي دليل على أن تناول الحمض يزيد من خطر الإصابة بهشاشة العظام كما هو متوقع في ظل الفرضية للرماد الحمضي.
ونظرت مراجعة أخرى في آثار تناول منتجات الألبان، والتي تم افتراض أنها تزيد من الحمل الحمضي في الجسم من خلال مكونات الفوسفات والبروتين. لم تجد هذه المراجعة أي دليل مهم يشير إلى أن تناول منتجات الألبان يسبب الحماض أو يزيد من خطر الإصابة بهشاشة العظام. وجد التحليل التلوي لآثار أملاح البوتاسيوم القلوية على استقلاب الكالسيوم وصحة العظام أن المكملات مع أملاح البوتاسيوم القلوية تقلل من فقدان الكالسيوم في البول وتقلل من إفراز الحمض.

## العلاقة مع الوجبات الغذائية القلوية
تشير فرضية الرماد الحمضي إلى أن الأنظمة الغذائية التي تحتوي على نسبة عالية من عناصر "الرماد الحمضي" (المنتجة للحمض) تجعل الجسم يحاول عزل (أو مواجهة) أي حمل حمضي إضافي في الجسم عن طريق تحطيم العظام، مما يؤدي إلى ضعف العظام وزيادة خطر الإصابة بالسرطان وهشاشة العظام وبالتالي، فإن عناصر "الرماد القلوي" (المنتجة للقلوية) من شأنها أن تقلل من خطر الإصابة بهشاشة العظام. تم تقديم هذه الفرضية في بيان موقف أكاديمية التغذية وعلم التغذية، في منشور للأكاديمية الوطنية الأمريكية للعلوم، بالإضافة إلى المنشورات العلمية الأخرى، التي ذكرت الأطعمة التي تحتوي على نسبة عالية من البوتاسيوم والمغنيسيوم مثل الفواكه والخضروات قد تقلل من خطر الإصابة بهشاشة العظام من خلال زيادة إنتاج الرماد القلوي. ومع ذلك، فإن هذا القبول لفرضية الرماد الحمضي كعامل خطر رئيسي قابل للتعديل لهشاشة العظام من خلال هذه المنشورات تم إلى حد كبير دون مراجعة نقدية كبيرة من خلال تحليل منهجي عالي الجودة.
ثمة تخمين بأن النظام الغذائي القلوي قد يكون له تأثير على هزال العضلات، واستقلاب هرمون النمو أو آلام الظهر، على الرغم من عدم وجود دليل قاطع يؤكد هذه الفرضيات. ونظرًا لشيخوخة السكان، فإن تأثيرات النظام الغذائي القلوي على الصحة العامة قد تقدم بعض الفوائد نظراً لتركيزها على زيادة تناول الفواكه والخضروات الطازجة، لكن هناك دراسات علمية محدودة حول هذا الموضوع.